# 52602 Floriansignoret
52602 Floriansignoret este o planetă minoră (asteroid), cu un diametru de 4,733 km, din centura de asteroizi. A fost descoperită pe 2 octombrie 1997 la Caussols de OCA-DLR Asteroid Survey⁠(d). 
Obiectul prezintă o orbită caracterizată de o semiaxă mare de 2,9184525754194 UAi, o excentricitate de 0,067140638966298, o înclinație de 3,2547519317626 ° în raport cu ecliptica.